# Bargny, Oise
Bargny là một xã thuộc tỉnh Oise trong vùng Hauts-de-France phía bắc Pháp. Xã này nằm ở khu vực có độ cao trung bình 136 mét trên mực nước biển.